# Team Visma-Lease a Bike (mannenwielerploeg)/2025
Deze pagina geeft een overzicht van de UCI World Tour wielerploeg Team Visma|Lease a Bike in 2025.

## Algemeen
Hoofdsponsors: Visma, Lease a Bike
Algemeen manager: Richard Plugge
Teammanager: Grischa Niermann
Ploegleiders: Jan Boven, Robby Cobbaert , Sierk-Jan de Haan, Addy Engels, Mathieu Heijboer, Frans Maassen, Jesper Mørkøv , Michal Szyszkowski, Robert Wagner, Marc Reef, Arthur van Dongen

Fietsmerk: Cervélo
Kleding: AGU

## Renners

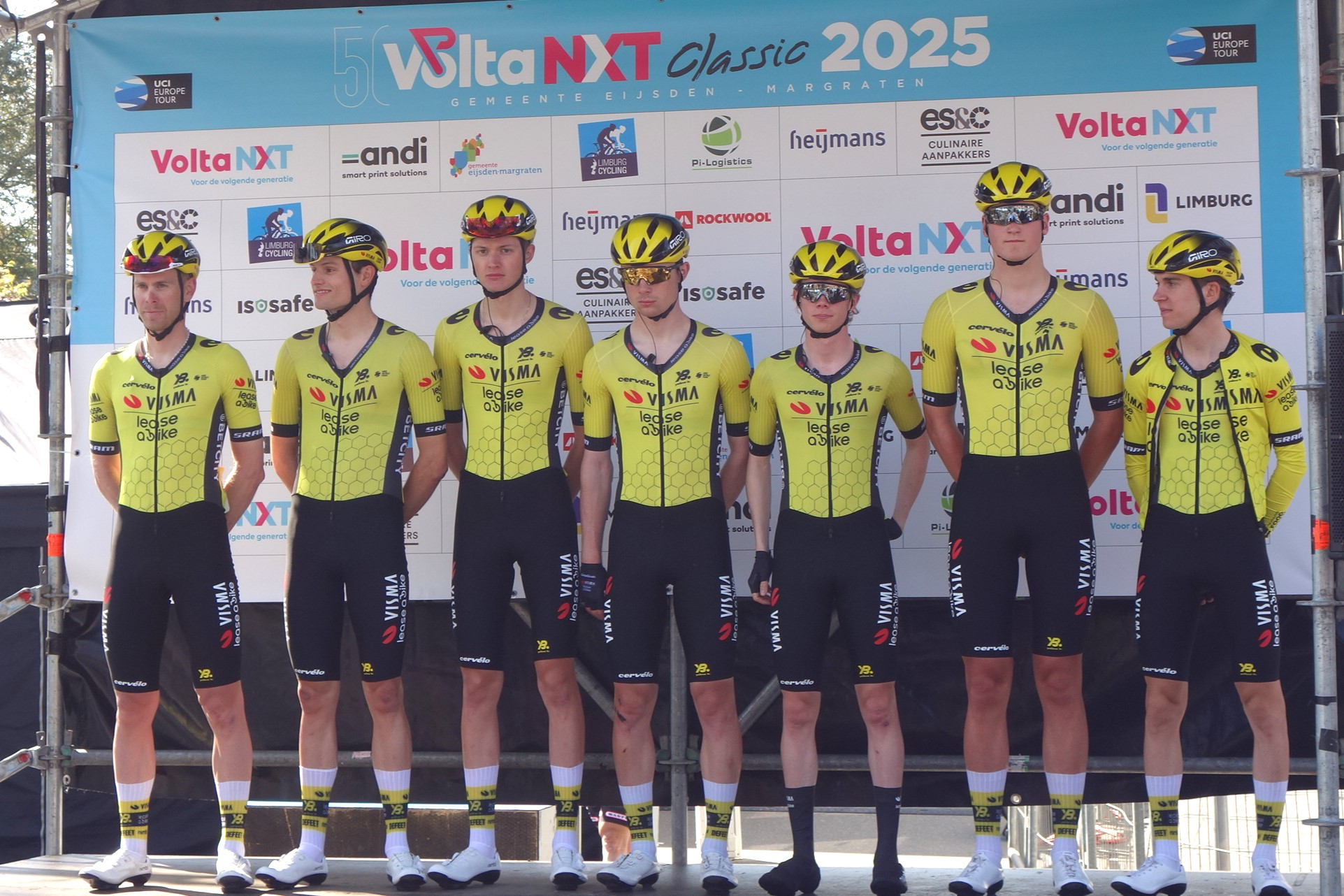
De ploeg in de Volta NXT Classic 2025.

| Naam               | Geboortedatum | Nationaliteit       | Ploeg 2024                          |
| ------------------ | ------------- | ------------------- | ----------------------------------- |
| Edoardo Affini     | 24-06-1996    | Italië              |                                     |
| Niklas Behrens     | 6-11-2003     | Duitsland           | Lidl-Trek Future Racing             |
| Tiesj Benoot       | 11-03-1994    | België              |                                     |
| Matthew Brennan    | 06-08-2005    | Verenigd Koninkrijk | Team Visma-Lease a Bike Development |
| Victor Campenaerts | 28-10-1991    | België              | Lotto Dstny                         |
| Thomas Gloag       | 13-09-2001    | Verenigd Koninkrijk |                                     |
| Tijmen Graat       | 10-01-2003    | Nederland           | Team Visma-Lease a Bike Development |
| Per Strand Hagenes | 10-07-2003    | Noorwegen           |                                     |
| Menno Huising      | 08-04-2004    | Nederland           | Team Visma-Lease a Bike Development |
| Matteo Jorgenson   | 01-07-1999    | Verenigde Staten    |                                     |
| Wilco Kelderman    | 25-03-1991    | Nederland           |                                     |
| Olav Kooij         | 17-10-2001    | Nederland           |                                     |
| Steven Kruijswijk  | 07-06-1987    | Nederland           |                                     |
| Sepp Kuss          | 13-09-1994    | Verenigde Staten    |                                     |
| Christophe Laporte | 11-12-1992    | Frankrijk           |                                     |
| Bart Lemmen        | 14-10-1995    | Nederland           |                                     |
| Daniel McLay       | 3-01-1992     | Verenigd Koninkrijk | Arkéa-B&B Hotels                    |
| Jørgen Nordhagen   | 10-01-2005    | Noorwegen           | Team Visma-Lease a Bike Development |
| Ben Tulett         | 26-08-2001    | Verenigd Koninkrijk |                                     |
| Cian Uijtdebroeks  | 28-02-2003    | België              |                                     |
| Attila Valter      | 12-06-1998    | Hongarije           |                                     |
| Wout van Aert      | 15-09-1994    | België              |                                     |
| Dylan van Baarle   | 21-05-1992    | Nederland           |                                     |
| Loe van Belle      | 24-01-2002    | Nederland           |                                     |
| Tosh Van der Sande | 28-11-1990    | België              |                                     |
| Julien Vermote     | 26-07-1989    | België              | [ 3 ]                               |
| Jonas Vingegaard   | 10-12-1996    | Denemarken          |                                     |
| Simon Yates        | 07-08-1992    | Verenigd Koninkrijk | Team Jayco AlUla                    |
| Axel Zingle        | 18-12-1998    | Frankrijk           | Cofidis                             |

### Vertrokken
| Naam                   | Geboortedatum | Nationaliteit | Ploeg 2025                      |
| ---------------------- | ------------- | ------------- | ------------------------------- |
| Koen Bouwman           | 02-12-1993    | Nederland     | Jayco AlUla                     |
| Robert Gesink          | 31-05-1986    | Nederland     | Gestopt                         |
| Michel Heßmann         | 06-04-2001    | Duitsland     | Movistar Team                   |
| Johannes Staune-Mittet | 18-01-2002    | Noorwegen     | Decathlon AG2R La Mondiale Team |
| Jan Tratnik            | 23-02-1990    | Slovenië      | Red Bull-BORA-hansgrohe         |
| Milan Vader            | 18-02-1996    | Nederland     | Q36.5 Pro Cycling Team          |
| Mick van Dijke         | 15-03-2000    | Nederland     | Red Bull-BORA-hansgrohe         |
| Tim van Dijke          | 15-03-2000    | Nederland     | Red Bull-BORA-hansgrohe         |

## Overwinningen

### Veldrijden
|  |  |  |

### Wegwielrennen
| Ronde van Oman 1e etappe: Olav Kooij 4e etappe: Olav Kooij Ronde van de Algarve 5e etappe (ITT): Jonas Vingegaard Eindklasseemnt: Jonas Vingegaard Parijs-Nice 3e etappe (TTT): *1) Eindklassement: Matteo Jorgenson Tirreno-Adriatico 4e etappe: Olav Kooij GP Denain Matthew Brennan Ronde van Catalonië 1e etappe: Matthew Brennan 5e etappe: Matthew Brennan Ploegenklassement: *1) Internationale wielerweek 4e etappe: Ben Tulett Eindklassement: Ben Tulett | Ronde van Romandië 1e etappe: Matthew Brennan Vierdaagse van Duinkerke 1e etappe: Axel Zingle Ronde van Italië 9e etappe: Wout van Aert 12e etappe: Olav Kooij 21e etappe: Olav Kooij Eindklassement: Simon Yates Ronde van Noorwegen 2e etappe: Matthew Brennan 4e etappe: Matthew Brennan Eindklassement: Matthew Brennan Puntenklassement: Matthew Brennan Jongerenklassement: Matthew Brennan Ploegenklassement: *3) Critérium du Dauphiné Ploegenklassement: *4) | Ronde van Frankrijk 10e etappe Simon Yates 21e etappe Wout van Aert Ploegenklassement: *5) Ronde van Polen 1e etappe: Olav Kooij 5e etappe: Matthew Brennan Ronde van de Ain 3e etappe: Cian Uijtdebroeks Eindklassement: Cian Uijtdebroeks Jongerenklassement: Cian Uijtdebroeks Bergklassement: Cian Uijtdebroeks Ploegenklassement: *6) Ronde van Tsjechië Jongerenklassement: Cian Uijtdebroeks |

*1) Ploeg Parijs-Nice: Affini, Campenaerts, Hagenes, Jorgenson, Lemmen, Vingegaard, Zingle
*2) Ploeg Ronde van Catalonië: Brennan, Huising, Kelderman, Kruijswijk, Kuss, Lemmen, Yates
*3) Ploeg Ronde van Noorwegen: Brennan, Gloag, Hagenes, Nordhagen, Valter, Van der Sande
*4) Ploeg Critérium du Dauphiné: Campenaerts, Hagenes, Jorgenson, Kuss, Tulett, Valter, Vingegaard
*5) Ploeg Tour de France: Affini, Benoot, Campenaerts, Jorgenson, Kuss, van Aert, Vingegaard, Yates
- 6) Ploeg Ronde van de Ain: Graat, Kelderman, Nordhagen, Rex, Tulett, Uijtdebroeks

Mannen: 1984 · 1985 · 1986 · 1987 · 1988 · 1989 · 1990 · 1991 · 1992 · 1993 · 1994 · 1995 · 1996 · 1997 · 1998 · 1999 · 2000 · 2001 · 2002 · 2003 · 2004 · 2005 · 2006 · 2007 · 2008 · 2009 · 2010 · 2011 · 2012 · 2013 · 2014 · 2015 · 2016 · 2017 · 2018 · 2019 · 2020 · 2021 · 2022 · 2023 · 2024 · 2025
Lijst van alle renners
Vrouwen: 2021 · 2022 · 2023 · 2024 · 2025
Alpecin-Deceuninck · Arkéa-B&B Hotels · Bahrain Victorious · Cofidis · Decathlon AG2R La Mondiale Team · EF Education-EasyPost · Groupama-FDJ · INEOS Grenadiers · Intermarché-Wanty · Lidl-Trek · Movistar Team · Red Bull-BORA-hansgrohe · Soudal Quick-Step · Jayco AlUla · Team Picnic PostNL · UAE Team Emirates-XRG · Visma-Lease a Bike · XDS Astana Team